# Franco Tagliavini
Pour les articles homonymes, voir Ferruccio Tagliavini.
Franco Tagliavini (né le 29 octobre 1934 à Novellara, mort le 15 août 2010 dans sa ville natale) est un chanteur lyrique italien, ténor.
Il étudie le chant au Lycée musical de Verceil sous la direction de la soprano Zita Fumagalli-Riva (1893-1994). En 1961, il est un des lauréats du concours de chant “Aslico” (Associazione Lirica e Concertista Italiana). Ce concours lui permet de débuter en 1962 au Teatro Nuovo de Milan (it), dans le rôle de Canio en Pagliacci, puis au Teatro Bellini de Catane, en tant que  Cavaradossi dans Tosca. Il débute à La Scala le 10 avril 1965 dans le rôle d'Aménophis de Mosè de Rossini. Il débute au Metropolitan Opera de New York le 27 mars 1970 dans Norma avec Joan Sutherland et Marilyn Horne.